# 麻布永坂町
麻布永坂町（日语：／ Azabu-nagasakachō */?）是東京都港區的町，與麻布狸穴町是唯二區内尚未實施住居表示的區域。

## 概要
位於外苑東通往古川（澀谷川）谷地的斜坡，飯倉片町交差點與地下鐵麻布十番站之間。町域大部分為住宅地。另外，知名蕎麥麵老店「更科」也位於町內。
町域人口227人，郵遞區號106-0043。由於尚未實施住居表示，目前沒有街區符號、住居番號。

## 歷史
1962年（昭和37年）以來，麻布永坂町的範圍逐漸縮小。

### 地名由來
地名來自此地的長坂「永坂」。

### 剩餘的舊町名
1962年（昭和37年）住居表示法律成立以來，港區新街劃的設定逐漸消滅歷史上的町名，1978年（昭和53年）町名變更實施率達97.4%。最後剩下的舊町名只有麻布永坂町與麻布狸穴町，二町名稱一直存續到現在。
這項結果是，以麻布狸穴町居民、世界經濟調査會理事長木内信胤：「古老具有價值的歷史町名應留續給後世」與反對強行實施住居表示的劇作家松山善三為中心的居民反對運動的成果。麻布永坂町則有普利司通創始人石橋正二郎等人強力反對住居表示。
至今，港區仍未表示要在麻布永坂町實施住居表示。

### 沿革
- 1713年（正德3年） - 因麻布低地至芝方面的長坡，町名命名為麻布永坂町、飯倉永坂町。
- 1868年（明治元年） - 東京府成立，劃屬麻布永坂町東京府。
- 1869年（明治2年） - 與飯倉永坂町、麻布永坂光照寺門前合併。
- 1878年（明治11年） - 麻布區成立，屬東京府麻布區麻布永坂町。
- 1889年（明治22年）5月1日 - 東京市成立，屬東京市麻布區麻布永坂町。
- 1911年（明治44年）5月1日 - 町名省略「麻布」，改稱麻布區永坂町。
- 1947年（昭和22年）3月15日 - 麻布區與芝區、赤坂區合併成立港區。町名再度冠上「麻布」，改稱東京都港區麻布永坂町。
- 1962年（昭和37年）7月1日 - 實施區劃整理，同年9月30日麻布永坂町南部一部分（東京都道319號環狀三號線沿線）編入麻布狸穴町、麻布十番一丁目、東麻布三丁目。
- 1967年（昭和42年）7月1日 - 1964年（昭和39年）度起實施新住居表示，東京都道415號高輪麻布線以西編入六本木五丁目。
- 1976年（昭和51年）10月1日 - 北端一部分編入麻布台三丁目。

## 永坂
永坂（ながさか、長坂）是麻布永坂町町名的起源。港區麻布永坂町與六本木5丁目在地理上是由北向南的斜坡。
現在永坂位置是從飯倉片町交差點（外苑東通）起，至麻布十番、一之橋交差點的東京都道（東京都道415號高輪麻布線），整段被首都高速都心環狀線高架橋覆蓋。長坡上方，飯倉片町交差點前是首都高速道路的飯倉出口。
永坂（長坂）的名稱的起源眾說紛紜，有一說「來源不明」（『新撰東京名所圖會』）、或說「源自長坡。或可能來自附近住民姓名」（『新編江戶志』）、「長坂氏居住在此而命名」（『麻布區史』）等。

## 設施
- 普利司通美術館永坂分室
- 斯里蘭卡大使官邸

## 備註
1. 1 2 3 4 5  特集・東京の地名　町それぞれの物語　『東京人』（都市出版株式会社）　第20巻第5号　平成17年5月3日発行
2. ↑  .   [2013-08-08]. （原始内容存档于2020-02-09）.
3. ↑  .   [2013-08-08]. （原始内容存档于2019-06-02）.
4. ↑  「永坂」　横関英一　『江戸の坂 東京の坂（全）』　筑摩書房　平成22年11月10日発行
5. ↑  「永坂」　石川悌二　『江戸東京坂道辞典コンパクト版』（新人物往来社）　平成15年9月20日発行